# Kybos digitatus
Kybos digitatus är en insektsart som först beskrevs av Ribaut 1936.  Kybos digitatus ingår i släktet Kybos och familjen dvärgstritar. Inga underarter finns listade i Catalogue of Life.